# 高女

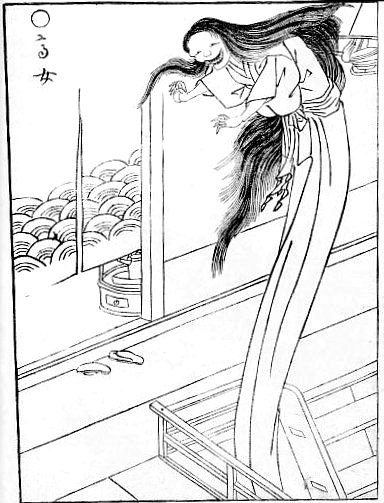
鳥山石燕『画図百鬼夜行』より「高女」

境港市の水木しげるロードに設置されている「高女」のブロンズ像

高女（たかおんな）は、鳥山石燕の『画図百鬼夜行』にある日本の妖怪。

## 概要
画図では、女郎屋らしき建物のそばで女性が下半身を長く伸ばした姿が描かれているが、『画図百鬼夜行』には解説文が一切ないため、どのような妖怪を意図して描かれたものかは不明。江戸時代の吉原遊廓を風刺した創作との説もある。
民俗学者・藤沢衛彦の著書『妖怪画談全集 日本編 上』では和歌山県の「高女房」という話で、高女は妓樓（女郎屋）の2階を驚かすものと解説されている。また小説家・山田野理夫の著書『東北怪談の旅』では秋田県の怪談として「高女」と題し、やはり高女は家の2階を覗きこむもので、嫉妬深い醜い女が男に相手にされないあまり、遊女屋などの2階を覗いて歩くものとされている。こうしたことから同様に戦後の多くの妖怪関連の文献などでは、高女は男に相手にされなかった醜女が化けるもので、女郎屋などの2階を覗いて人を脅すものなどと述べられているが、これについて妖怪研究家・村上健司は、藤沢の説は石燕の絵から想像したことに過ぎず、山田による怪談は別の話に高女を当てはめたものと指摘している。

## 事件
2016年8月2日、和歌山県御坊市の日高港塩屋緑地の公園Sioトープに展示されていた高女の石像が根本から切断されているのを職員が発見し通報した。この高女像は水木しげるのデザインで、2009年よりほかの妖怪像9体とともに展示されていた。同月10日、高女像の胴体は近くの港の海底（水深4.5メートル）で発見され引き揚げられたが、右手部分が破損していた。9月16日、御坊署は7月26日午前5時ごろ、高女像（約12万円相当）を足で蹴り損壊した器物損壊の疑いで、同市の男子高校生を和歌山地検田辺支部に書類送検した。